# NGC 1737
NGC 1737 (другое обозначение — ESO 56-EN20) — эмиссионная туманность в созвездии Золотая Рыба.
Этот объект входит в число перечисленных в оригинальной редакции «Нового общего каталога».
Является частью комплекса звёздообразования NGC 1743. Нет звёздного скопления, непосредственно связанного с NGC 1737, но в том же районе неба находится много звёзд.